# ドムス・フラウィア
ドムス・フラウィア（ラテン語: Domus Flavia）は、イタリア ローマのパラティヌスの丘（パラティーノの丘）にある帝政ローマ期の宮殿跡。

## 概要

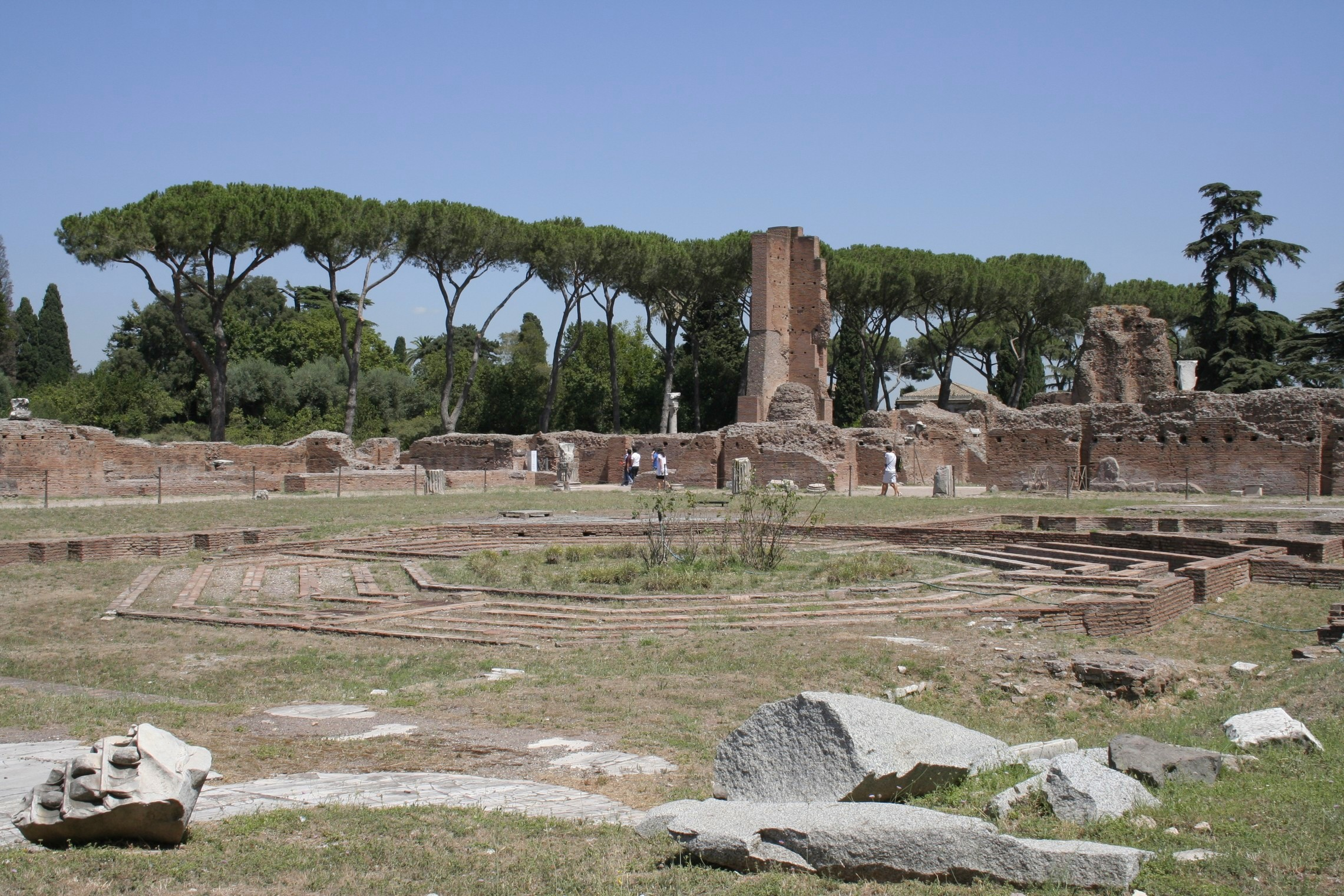
八角形の池のあるペリスティリウム

ローマ帝国第11代皇帝ドミティアヌスが、東側に隣接するドムス・アウグスターナと同時期に建てた建物で、ドムス・フラウィアが官邸、ドムス・アウグスターナが公邸として使われた。パラティヌスの丘の中央部を占めており、アウグストゥスやネロ、ティベリウス等が建てた建物群を撤去した跡に建てられた。ドムス・フラウィアは、建築家ラビリウスの設計で、ドミティアヌス帝就任直後の81年から92年の間に建設され、その後約300年に渡りローマ帝国皇帝の官邸として利用された。
建物中央には八角形の迷路図形の池があるペリスティリウム（列柱廊で囲まれた中庭）がある（平面図のP1）。列柱廊のコリント式円柱は黄色のヌミディア産大理石で造られ、八角形の池は多色の大理石で造られていた。その北西側（平面図では左側）に建物の入口と推測される八角形のホールがある。中央の中庭の北東側には3つの大きな部屋が並んでおり、中央の大きな部屋はアウラ・レギア（玉座の間、30.5m×38.7m×高さ約30m、平面図のA）と呼ばれ、皇帝が外交団との謁見を行ったり政府高官からの報告を受けたりする場であった。壁面のニッチ（壁龕）には彫像が置かれ、大理石の円柱で装飾されていた。その両側にバシリカ（平面図B）とララリウム（皇帝礼拝室、平面図L）がある。円柱が並ぶ三廊式の部屋であるバシリカは、裁判所とも接客室とも推測されている。中央の中庭の南西には晩餐会などが開かれたと推測されるトリクリニウム（29.1m×31.6m、平面図C）があり、その多色の大理石を埋め込んだ床は冷暖房用のハイポコーストが装備されていた。その両側に大理石で造られた楕円形の噴水（泉、ニンファエウム）がある。この泉は夏季に空気を冷やす冷房の役割も担ったと考えられる。南東側の楕円形の噴水は破壊され、現在は博物館の建物が建てられている。

## 平面図
ドムス・アウグスターナ

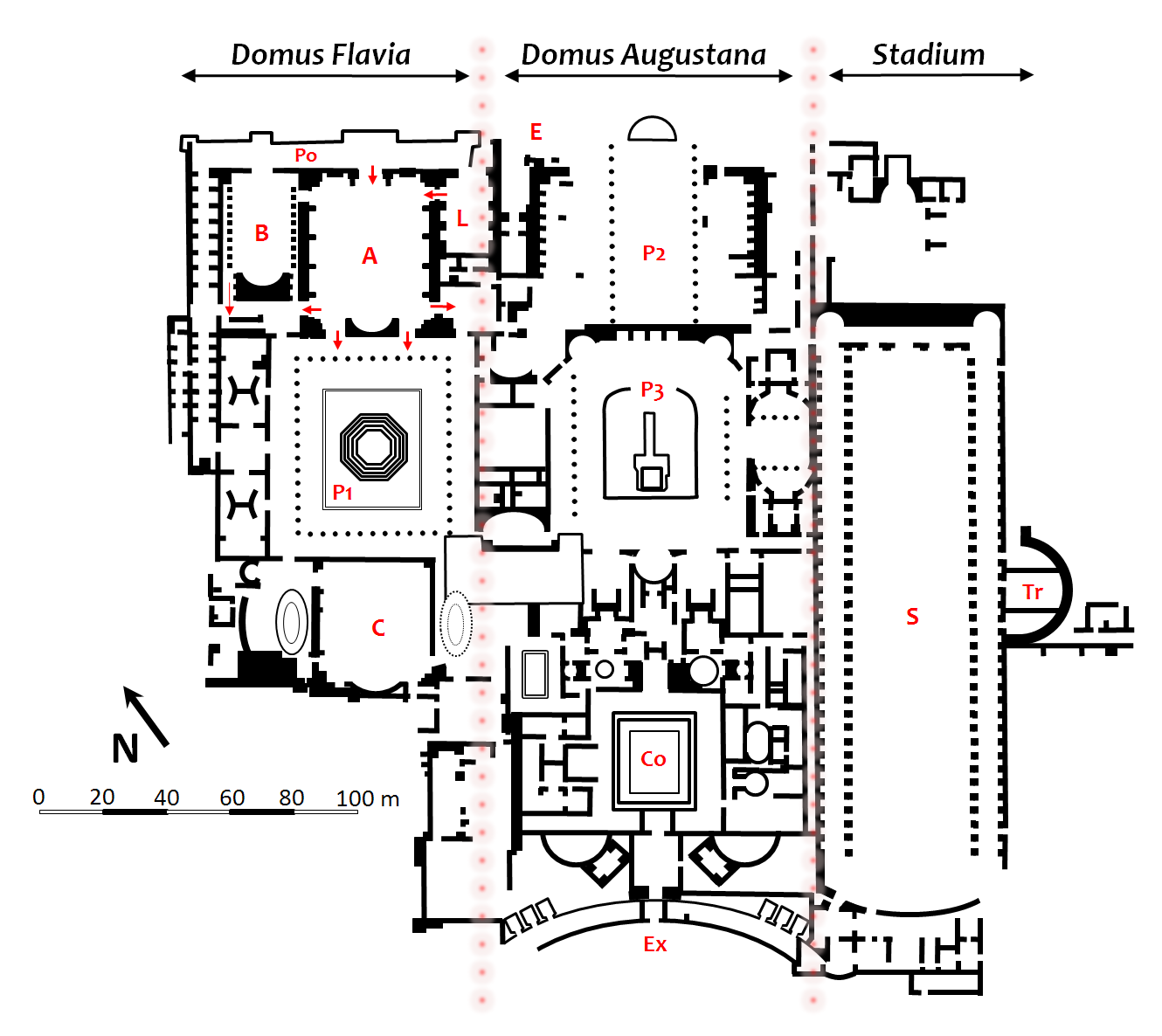
パラティヌスの中心部付近

E:入口, P2:ペリスティリウム(列柱郭), P3:池のあるペリスティリウム(列柱郭), Co:噴水のある半地下の庭, Ex:大エクセドラ
ドムス・フラウィア
A:アウラ・レギア（玉座の間）, B:バシリカ, L:ララリウム, Po:ポルチコ, P1:八角形の池があるペリスティリウム(列柱廊の庭), C:トリクリニウム
スタディオン
S:スタディオン